# RK Metaloplastika
RK Metaloplastika (srbsky: РК Металопластика) je srbský mužský házenkářský klub z města Šabac. Byl založen roku 1958 pod názvem Partizan Šabac, který nesl až do roku 1968. V letech se jmenoval 1968–1970 Mačva Šabac, od roku 1970 nese název současný. Svou nejslavnější éru prožil v 80. letech 20. století, kdy dvakrát vyhrál nejprestižnější evropskou klubovou soutěž Pohár mistrů evropských zemí (dnes Liga mistrů EHF), a to v sezónách 1984–85 a 1985–86. V sezóně 1983-84 prohrál až ve finále, s Duklou Praha. V té době také vládl tehdejší jugoslávské házenkářské lize, vyhrál jí mezi roky 1982 až 1988 sedmkrát po sobě. Sesbíral také pět jugoslávských pohárů (1979–80, 1982–83, 1983–84, 1985–86). V sezóně 1985–86 dosáhl na unikátní "triple", když zvítězil v domácí lize, domácím poháru i Poháru mistrů. Ke hvězdám tehdejšího týmu patřil Veselin Vujović, dále gólman Mirko Bašić, Veselin Vuković, Mile Isaković, Slobodan Kuzmanovski nebo Zlatko Portner. Od 90. let klub své výsadní postavení ztratil, připsal si ale dvě vítězství v srbském poháru (2015–16, 2021-22). Klubovými barvami jsou modrá a bílá, dres je modrý, proto se hráčům někdy přezdívá plavi (modří). Své domácí zápasy klub hraje v hale Gimnazija, která má kapacitu 1500 diváků.